# Glaphyromorphus
Genre
Glaphyromorphus est un genre de sauriens de la famille des Scincidae.

## Répartition
Les onze espèces de ce genre se rencontrent en Australie et en Nouvelle-Guinée.

## Liste des espèces
Selon The Reptile Database (8 décembre 2014) :
- Glaphyromorphus clandestinus Hoskin & Couper, 2004
- Glaphyromorphus cracens (Greer, 1985)
- Glaphyromorphus crassicaudus (Duméril & Duméril, 1851)
- Glaphyromorphus darwiniensis (Storr, 1967)
- Glaphyromorphus fuscicaudis (Greer, 1979)
- Glaphyromorphus mjobergi (Lönnberg & Andersson, 1915)
- Glaphyromorphus nigricaudis (Macleay, 1877)
- Glaphyromorphus nyanchupinta Hoskin & Couper, 2014
- Glaphyromorphus othelarrni Hoskin & Couper, 2014
- Glaphyromorphus pumilus (Boulenger, 1887)
- Glaphyromorphus punctulatus (Peters, 1871)

## Publication originale
- (en) Wells & Wellington, 1984 "1983" : A synopsis of the class Reptilia in Australia. Australian Journal of Herpetology, vol. 1, no 3/4, p. 73-129 (texte intégral).